# Nižná Jablonka
Nižná Jablonka – wieś (obec) na Słowacji położona w kraju preszowskim, w powiecie Humenné. Pierwsze wzmianki o miejscowości pochodzą z roku 1436.
Według danych z dnia 31 grudnia 2012, wieś zamieszkiwało 196 osób, w tym 100 kobiet i 96 mężczyzn.
W 2001 roku rozkład populacji względem narodowości i przynależności etnicznej wyglądał następująco:
- Słowacy – 76,67%
- Romowie – 0,56%
- Rusini – 20,56%
- Ukraińcy – 1,67%

Ze względu na wyznawaną religię struktura mieszkańców kształtowała się w 2001 roku następująco:
- Katolicy rzymscy – 14,44%
- Grekokatolicy – 54,44%
- Prawosławni – 21,11%
- Ateiści – 8,89%
- Nie podano – 1,11%